# ماثيو كيلر
ماثيو كيلر (بالإنجليزية: Matthew Keller)‏ هو سياسي أمريكي، ولد في 1810، وتوفي في 1881.